# Marcus Musurus
Marcus Musurus ( grec moderne : Μάρκος Μουσοῦρος), ou Marc Musurus, en italien Marco Musuro, né à Réthymnon en Crète en 1470, mort le 25 octobre 1517, est un helléniste et humaniste d'origine grecque. Musurus étudie à Florence où il apprend le grec ancien et le latin. Sa connaissance du latin, peu commune à l'époque pour un Grec, faisait l'étonnement d'Érasme. Il édite plusieurs auteurs anciens, grecs ou latins, et travaille auprès de l'imprimeur Alde Manuce. Il est nommé par le Sénat de Venise censeur des ouvrages imprimés en grec puis titulaire de la chaire de grec. Il occupe ensuite la chaire de grec à l'université de Padoue. Converti au catholicisme, il est nommé archevêque de Monemvasie (ville sous protectorat vénitien), mais meurt en 1517 avant d'exercer la fonction.

## Biographie
Marcus Musurus était né vers 1470 à Réthymnon dans l’île de Crète. Il fut amené fort jeune en Italie par son père, riche négociant, et placé sous la direction de Janus Lascaris, qui lui fit faire de rapides progrès dans la connaissance des auteurs classiques. Musurus ne tarda pas d’être admis au nombre des savants qui furent si utiles à Alde Manuce pour la révision des manuscrits grecs, et il fit partie de l’académie qui s’assemblait dans l’atelier de ce fameux imprimeur. Antoine-Augustin Renouard conjecture que Musurus fut chargé, par le Sénat de Venise, d’exercer une sorte d’inspection littéraire sur les ouvrages que les Aldes mettaient sous presse ; mais, ajoute ce bibliographe, ce fait n’est pas suffisamment prouvé. Il fut nommé professeur de lettres grecques à l’université de Padoue, et sa réputation y attira bientôt un nombre infini d’auditeurs de toutes les parties de l’Italie, de la France et de l’Allemagne. Érasme nous apprend qu'il remplissait ses fonctions avec tant de zèle, que, dans une année, il laissait à peine passer quatre jours sans donner des leçons publiques (Lettr., liv. V, 23). L’invasion des Français en Italie, par suite de la ligue de Cambrai, le détermina en 1509 à retourner à Venise, où il continua de se livrer à l’enseignement avec beaucoup de succès. Après la retraite des Français, Musurus vint occuper sa chaire à l’académie de Padoue. Il fut appelé à Rome en 1516 par le pape Léon X, qui le récompensa des services qu’il avait rendus aux lettres, en le nommant archevêque de Monemvasia. On présume, d’après le témoignage de plusieurs savants, que Musurus professa la littérature grecque à Rome; mais ce ne fut que peu de temps ; il tomba malade de chagrin, si l’on en croit Paul Jove, pour n’avoir pas été compris dans une nouvelle promotion de trente cardinaux, et mourut d’hydropisie le 25 octobre 1517. Musurus n’avait pas cinquante ans. Il fut inhumé dans l’église Sainte-Marie de la Paix. Il n’a publié qu’un petit nombre de vers grecs et quelques préfaces, et cependant la postérité le place à côté de Janus Lascaris, de Théodore Gaza et des plus illustres grammairiens. Comme éditeur, on doit à Musurus la première édition des Comédies d’Aristophane, Alde, 1498, avec une préface ; celle de l’Etymologicum magnum, Zacharie Kalliergis, 1499, avec une préface; celle des Œuvres de Platon, Alde, 1513 ; celle du Dictionnar. gr. d’Hésychios, ibid., 1514, d’après le seul manuscrit connu ; celle d’Athénée, ibid., 1514 ; de Pausanias, ibid., 1516 ; des Orationes lectissimæ de Saint Grégoire de Nazianze, ib., 1516 ; enfin l’édition d’Oppien De natura seu venatione piscium, Florence, Giunti, 1515, in-8°. Musurus revit la Grammaire latine d’Alde et la publia en 1516, avec une préface fort curieuse, que Renouard a insérée en entier dans ses Annales des Aldes, p. 121. Comme poète, on à de lui des Epigrammes grecques dans le Dictionnar. græc. copiosissim., Venise, 1497, et dans l’édition de Musée, Venise, 1517 : mais de toutes les pièces de Musurus, la plus étendue comme la plus célèbre est un Poème grec de deux cents vers hexamètres et pentamètres à la louange de Platon, imprimé dans l’édition des Œuvres de ce philosophe, revue par notre illustre philologue. Il a été traduit en autant de vers latins par Zanobi Acciaiuoli, et publié séparément avec cette version par Philipp Muncker, Amsterd., 1676, in-4° de 20 pag., et avec de nouvelles notes, par les soins de Butler, Cambridge, 1797. Cette pièce a été traduite de nouveau en latin par John Foster, qui l’a donnée à la suite de l’Apologie des accents grecs, contre Henry Gally, avec ses notes et celles de Jer. Markland (voy. Ann. des Aldes, p. 105). Michel Margunius a inséré Epigrammes grecques de Musurus dans ses Symmicta. (Papadopoli, Hist. gymnas. Patavini). Quelque temps avant sa mort, il avait traduit en latin un traité De podagra, qu’Henri Estienne a publié avec la version de Musurus dans les Medicæ artis principes, 1567. On a encore de lui une Lettre italienne dans la Raccolta de Pino.

## Liste des ouvrages
- Aristophanis Comoediae Novem, édition Marcus Musurus et Aldo Manuce, 1498, Venise. [lire en ligne]